# Manfred Führer
Manfred Führer (* 28. April 1950) ist ein ehemaliger deutscher Fußballschiedsrichter.
Der aus Steinhagen stammende Führer war in den 1990er Jahren Schiedsrichter in der deutschen Fußball-Bundesliga. Sein Debüt feierte er am 1. September 1990. Im Laufe seiner Karriere absolvierte er bis zum Ende der Saison 1993/1994 35 Bundesliga-Einsätze, in denen er als Sanktionen für Regelverstöße neben vier Roten Karten, drei Gelb-Rote und 143 Gelbe Karten zeigte. Überdies war Führer auch Präsident des Fußball-Vereins FC Gütersloh.